# Longoonops padiscus
Espèce
Synonymes
- Stenoonops padiscus Chickering, 1969

Longoonops padiscus est une espèce d'araignées aranéomorphes de la famille des Oonopidae.

## Distribution
Cette espèce est endémique de Jamaïque.

## Description
Le mâle décrit par Platnick et Dupérré en 2010 mesure 1,43 mm et la femelle 1,50 mm.

## Publication originale
- Chickering, 1969 : The genus Stenoonops (Araneae, Oonopidae) in Panama and the West Indies. Breviora, vol. 339, p. 1-35 (texte intégral).